# 斯太尔动力
斯太尔动力（德語：Steyr Motors GmbH，深交所除牌前：000760，简称：斯太退）是一家奥地利的柴油引擎制造商，其总部位于上奥地利州的施泰尔。
斯太尔动力原来是斯太尔-戴姆勒-普赫集团的一个部门。2001年通过内部的管理层收购，自集团中独立出来。